# Северинская и Стрехайская епархия
Северинская и Стрехайская епархия (рум. Episcopia Severinului și Strehaiei) — епархия Румынской православной церкви с центром в городе Дробета-Турну-Северин. Входит в состав Олтенской митрополии. Объединяет приходы и монастыри жудеца Мехединци.
Правящий архиерей — епископ Северинский и Стрехайский Никодим (Николэеску) (с 25 апреля 2004 года).

## История
Епархия учреждена 6 марта 2003 года путём выделения из состава Крайовской архиепископии жудеца Мехединци. Своё название она получила в память о существовавших на этих землях Северинской митрополии и Стрехайской епархии. 11 февраля 2004 года первым епископом Северинским и Стрехайским был избран Никодим (Николаеску). 25 марта того же года в соборе Рождества Пресвятой Богородицы в Дробета-Турну-Северине состоялось его возведение на кафедру.

## Архиереи
Северинское викариатство Крайовской архиепископии
- Нестор (Ворническу) (27 декабря 1970 — 20 апреля 1978)
- Дамаскин (Кораву) (21 сентября 1980 — 24 февраля 2000)

Северинская и Стрехайская епархия
- Феофан (Саву) (6 марта 2003 — 25 апреля 2004) в/у, митрополит Олтенский
- Никодим (Николэеску) (с 25 апреля 2004)

## Монастыри
- Монастырь Водица